# Laraine Day
Laraine Day (ur. 13 października 1920, zm. 10 listopada 2007) – amerykańska aktorka filmowa i telewizyjna.

## Filmografia
seriale
- 1950: Nash Airflyte Theatre
- 1953: General Electric Theater
- 1969: Medical Center jako Arelene Gillette
- 1977: Statek miłości jako Matka młodej piękności
- 1984: Airwolf jako Amelia Davenport

film
- 1937: Wzgardzona jako Dziewczyna w pociągu i w miejscowości wypoczynkowej
- 1939: Sierżant Madden jako Eileen Daly
- 1941: Proces Mary Dugan jako Mary Dugan
- 1944: Bride by Mistake jako Norah Hunter
- 1949: Poślubiłam komunistę jako Nan Lowry Collins
- 1975: Murder on Flight 502 jako Claire Garwood

## Wyróżnienia
Posiada swoją gwiazdę na Hollywoodzkiej Alei Gwiazd.